# 7e étape du Tour de France 1999
Pour un article plus général, voir Tour de France 1999.
La 7e étape du Tour de France 1999 s'est déroulée le samedi 10 juillet 1999. Elle part d'Avesnes-sur-Helpe et arrive à Thionville.

## Parcours
Le départ de l’étape 7 s’effectua à Avesnes-sur-Helpe, à 205m d’altitude, dans le département du Nord. Le parcours continua dans l’Aisne et au long de la N43, en passant par Hirson, puis traversa ensuite les Ardennes dans la majeure partie du parcours, sur près de 100km. Le parcours traversa le département en passant par ses deux plus grandes villes, Charleville-Mézières et Sedan, puis a ensuite traversé le département de la Meuse à son nord, en passant par Montmédy, et la Meurthe-et-Moselle, en passant par Longuyon, où le trajet quitta la N43, puis par Audun-le-Roman, où se situa le point le plus haut du parcours, à 387m d’altitude. Enfin, le trajet passa par le département de la Moselle, sur une descente dans la vallée de la Fensch, pour finir à Thionville, à 156m d’altitude, et après 227km de trajet.

## Classement de l'étape
| \| Classement de l'étape \| Classement de l'étape \| Classement de l'étape \| Classement de l'étape \| Classement de l'étape \| \| Coureur \| Coureur \| Pays \| Équipe \| Temps \| \| --------------------- \| --------------------- \| --------------------- \| --------------------- \| --------------------- \| \| 1er \| Mario Cipollini \| Italie \| Saeco-Cannondale \| 5 h 26 min 59 s \| \| 2e \| Stuart O'Grady \| Australie \| Crédit Agricole \| + 0 s \| \| 3e \| Jaan Kirsipuu \| Estonie \| Casino \| + 0 s \| \| 4e \| Henk Vogels \| Australie \| Crédit Agricole \| + 0 s \| \| 5e \| Ján Svorada \| Tchéquie \| Lampre-Daikin \| + 0 s \| \| 6e \| Damien Nazon \| France \| La Française des jeux \| + 0 s \| \| 7e \| Christophe Capelle \| France \| BigMat-Auber 93 \| + 0 s \| \| 8e \| Jimmy Casper \| France \| La Française des jeux \| + 0 s \| \| 9e \| George Hincapie \| États-Unis \| US Postal Service \| + 0 s \| \| 10e \| François Simon \| France \| Crédit Agricole \| + 0 s \| |                    |            |                       |                 |
| |                    |            |                       |                 |
| |                    |            |                       |                 |
| Classement de l'étape |                    |            |                       |                 |
| Coureur | Coureur            | Pays       | Équipe                | Temps           |
| 1er | Mario Cipollini    | Italie     | Saeco-Cannondale      | 5 h 26 min 59 s |
| 2e | Stuart O'Grady     | Australie  | Crédit Agricole       | + 0 s           |
| 3e | Jaan Kirsipuu      | Estonie    | Casino                | + 0 s           |
| 4e | Henk Vogels        | Australie  | Crédit Agricole       | + 0 s           |
| 5e | Ján Svorada        | Tchéquie   | Lampre-Daikin         | + 0 s           |
| 6e | Damien Nazon       | France     | La Française des jeux | + 0 s           |
| 7e | Christophe Capelle | France     | BigMat-Auber 93       | + 0 s           |
| 8e | Jimmy Casper       | France     | La Française des jeux | + 0 s           |
| 9e | George Hincapie    | États-Unis | US Postal Service     | + 0 s           |
| 10e | François Simon     | France     | Crédit Agricole       | + 0 s           |

## Classement général
À la suite de ce nouveau sprint, l'Estonien Jaan Kirsipuu (Casino) conserve le maillot jaune de leader. Il devance toujours le vainqueur de l'étape l'Italien Mario Cipollini (Saeco-Cannondale) qui, avec sa quatrième victoire de rang, se rapproche à 14 secondes du leader. Avec trente secondes de pénalités, Belge Tom Steels (Mapei-Quick Step) chute à la neuvième place du classement général, doublé notamment par l'Australien Stuart O'Grady (Crédit agricole) qui complète le podium provisoire à 34 secondes.
| \| Classement général \| Classement général \| Classement général \| Classement général \| Classement général \| \| Coureur \| Coureur \| Pays \| Équipe \| Temps \| \| ------------------ \| ------------------ \| ------------------ \| ------------------ \| ------------------ \| \| 1er \| Jaan Kirsipuu \| Estonie \| Casino \| 32 h 24 min 46 s \| \| 2e \| Mario Cipollini \| Italie \| Saeco-Cannondale \| + 14 s \| \| 3e \| Stuart O'Grady \| Australie \| Crédit Agricole \| + 34 s \| \| 4e \| Erik Zabel \| Allemagne \| Deutsche Telekom \| + 44 s \| \| 5e \| Lance Armstrong \| États-Unis \| US Postal Service \| DQ \| \| 6e \| Abraham Olano \| Espagne \| ONCE-Deutsche Bank \| + 1 min 05 s \| \| 7e \| George Hincapie \| États-Unis \| US Postal Service \| + 1 min 06 s \| \| 8e \| Tom Steels \| Belgique \| Mapei-Quick Step \| + 1 min 09 s \| \| 9e \| Christophe Moreau \| France \| Festina-Lotus \| + 1 min 09 s \| \| 10e \| François Simon \| France \| Crédit Agricole \| + 1 min 12 s \| |                   |            |                    |                  |
| |                   |            |                    |                  |
| |                   |            |                    |                  |
| Classement général |                   |            |                    |                  |
| Coureur | Coureur           | Pays       | Équipe             | Temps            |
| 1er | Jaan Kirsipuu     | Estonie    | Casino             | 32 h 24 min 46 s |
| 2e | Mario Cipollini   | Italie     | Saeco-Cannondale   | + 14 s           |
| 3e | Stuart O'Grady    | Australie  | Crédit Agricole    | + 34 s           |
| 4e | Erik Zabel        | Allemagne  | Deutsche Telekom   | + 44 s           |
| 5e | Lance Armstrong   | États-Unis | US Postal Service  | DQ               |
| 6e | Abraham Olano     | Espagne    | ONCE-Deutsche Bank | + 1 min 05 s     |
| 7e | George Hincapie   | États-Unis | US Postal Service  | + 1 min 06 s     |
| 8e | Tom Steels        | Belgique   | Mapei-Quick Step   | + 1 min 09 s     |
| 9e | Christophe Moreau | France     | Festina-Lotus      | + 1 min 09 s     |
| 10e | François Simon    | France     | Crédit Agricole    | + 1 min 12 s     |

## Classements annexes
| Classement par points | Classement par points | Classement par points | Classement par points | Classement par points |
| Coureur               | Coureur               | Pays                  | Équipe                | Points                |
| --------------------- | --------------------- | --------------------- | --------------------- | --------------------- |
| 1er                   | Jaan Kirsipuu         | Estonie               | Casino                | 215 pts               |
| 2e                    | Mario Cipollini       | Italie                | Saeco-Cannondale      | 182 pts               |
| 3e                    | Stuart O'Grady        | Australie             | Crédit Agricole       | 179 pts               |
| 4e                    | Erik Zabel            | Allemagne             | Deutsche Telekom      | 172 pts               |
| 5e                    | George Hincapie       | États-Unis            | US Postal Service     | 139 pts               |

| Classement par points | Classement par points | Classement par points | Classement par points | Classement par points |
| Coureur               | Coureur               | Pays                  | Équipe                | Points                |
| --------------------- | --------------------- | --------------------- | --------------------- | --------------------- |
| 1er                   | Jaan Kirsipuu         | Estonie               | Casino                | 215 pts               |
| 2e                    | Mario Cipollini       | Italie                | Saeco-Cannondale      | 182 pts               |
| 3e                    | Stuart O'Grady        | Australie             | Crédit Agricole       | 179 pts               |
| 4e                    | Erik Zabel            | Allemagne             | Deutsche Telekom      | 172 pts               |
| 5e                    | George Hincapie       | États-Unis            | US Postal Service     | 139 pts               |

| Classement de la montagne | Classement de la montagne | Classement de la montagne | Classement de la montagne | Classement de la montagne |
| Coureur                   | Coureur                   | Pays                      | Équipe                    | Points                    |
| ------------------------- | ------------------------- | ------------------------- | ------------------------- | ------------------------- |
| 1er                       | Mariano Piccoli           | Italie                    | Lampre-Daikin             | 32 pts                    |
| 2e                        | Laurent Brochard          | France                    | Festina-Lotus             | 15 pts                    |
| 3e                        | Lylian Lebreton           | France                    | BigMat-Auber 93           | 13 pts                    |
| 4e                        | Jacky Durand              | France                    | Lotto-Mobistar            | 11 pts                    |
| 5e                        | Francesco Secchiari       | Italie                    | Saeco-Cannondale          | 6 pts                     |

| Classement de la montagne | Classement de la montagne | Classement de la montagne | Classement de la montagne | Classement de la montagne |
| Coureur                   | Coureur                   | Pays                      | Équipe                    | Points                    |
| ------------------------- | ------------------------- | ------------------------- | ------------------------- | ------------------------- |
| 1er                       | Mariano Piccoli           | Italie                    | Lampre-Daikin             | 32 pts                    |
| 2e                        | Laurent Brochard          | France                    | Festina-Lotus             | 15 pts                    |
| 3e                        | Lylian Lebreton           | France                    | BigMat-Auber 93           | 13 pts                    |
| 4e                        | Jacky Durand              | France                    | Lotto-Mobistar            | 11 pts                    |
| 5e                        | Francesco Secchiari       | Italie                    | Saeco-Cannondale          | 6 pts                     |

| Classement du meilleur jeune | Classement du meilleur jeune | Classement du meilleur jeune | Classement du meilleur jeune | Classement du meilleur jeune |
| Coureur                      | Coureur                      | Pays                         | Équipe                       | Temps                        |
| ---------------------------- | ---------------------------- | ---------------------------- | ---------------------------- | ---------------------------- |
| 1er                          | Christian Vande Velde        | États-Unis                   | US Postal Service            | 32 h 26 min 03 s             |
| 2e                           | Benoît Salmon                | France                       | Casino                       | + 9 s                        |
| 3e                           | Magnus Bäckstedt             | Suède                        | Crédit Agricole              | + 10 s                       |
| 4e                           | Mario Aerts                  | Belgique                     | Lotto-Mobistar               | + 12 s                       |
| 5e                           | Luis Pérez Rodríguez         | Espagne                      | ONCE-Deutsche Bank           | + 15 s                       |

| Classement du meilleur jeune | Classement du meilleur jeune | Classement du meilleur jeune | Classement du meilleur jeune | Classement du meilleur jeune |
| Coureur                      | Coureur                      | Pays                         | Équipe                       | Temps                        |
| ---------------------------- | ---------------------------- | ---------------------------- | ---------------------------- | ---------------------------- |
| 1er                          | Christian Vande Velde        | États-Unis                   | US Postal Service            | 32 h 26 min 03 s             |
| 2e                           | Benoît Salmon                | France                       | Casino                       | + 9 s                        |
| 3e                           | Magnus Bäckstedt             | Suède                        | Crédit Agricole              | + 10 s                       |
| 4e                           | Mario Aerts                  | Belgique                     | Lotto-Mobistar               | + 12 s                       |
| 5e                           | Luis Pérez Rodríguez         | Espagne                      | ONCE-Deutsche Bank           | + 15 s                       |

| Classement par équipes | Classement par équipes | Classement par équipes | Classement par équipes |
| Équipe                 | Équipe                 | Pays                   | Temps                  |
| ---------------------- | ---------------------- | ---------------------- | ---------------------- |
| 1re                    | US Postal Service      | États-Unis             | 97 h 17 min 51 s       |
| 2e                     | ONCE-Deutsche Bank     | Espagne                | + 4 s                  |
| 3e                     | Crédit Agricole        | France                 | + 19 s                 |
| 4e                     | Festina-Lotus          | France                 | + 20 s                 |
| 5e                     | Casino                 | France                 | + 25 s                 |

| Classement par équipes | Classement par équipes | Classement par équipes | Classement par équipes |
| Équipe                 | Équipe                 | Pays                   | Temps                  |
| ---------------------- | ---------------------- | ---------------------- | ---------------------- |
| 1re                    | US Postal Service      | États-Unis             | 97 h 17 min 51 s       |
| 2e                     | ONCE-Deutsche Bank     | Espagne                | + 4 s                  |
| 3e                     | Crédit Agricole        | France                 | + 19 s                 |
| 4e                     | Festina-Lotus          | France                 | + 20 s                 |
| 5e                     | Casino                 | France                 | + 25 s                 |